# John Lasseter

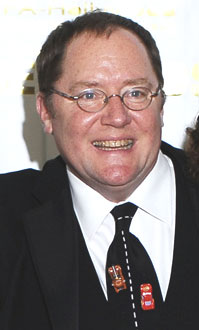
John Lasseter la al 34-lea anual Annie Awards, purtând o cravată Maşini.

John A. Lasseter (n. 12 ianuarie 1957, Hollywood, California) este un animator american, director de creație al studiourilor Pixar. Mulți l-au supranumit „noul Walt Disney”.
Lasseter este membru fondator al companiei Pixar, unde supraveghează toate peliculele de animație produse de acest studio, în calitatea sa de producător executiv. În plus, a regizat filme ca Mașini, Mașini 2, Toy Story, Aventuri la firul ierbii, Toy Story 2 și Toy Story 3. În 1988, scurtmetrajul său Tin Toy a fost distins cu premiul Oscar al Academiei Americane de Film de la Hollywood.
Lasseter a începutul animația în studiourile Disney, după care a plecat la Industrial Light and Magic (studiourile lui George Lucas), din care s-a format ulterior Pixar. A revenit la Disney ca director de creație al companiei, în urma acordului de vânzare-cumpărare a companiei Pixar către gigantul animației tradiționale, încheiat în aprilie 2006. Lasseter este de asemenea consilier de creație pentru Walt Disney Imagineering, unde contribuie la desenarea atracțiilor pentru parcurile tematice Disney din întreaga lume, raportându-se direct lui Bob Iger, directorul Disney.
Lasseter a absolvit California Institute of the Arts, unde și-a cunoscut viitorul coleg, Brad Bird. Prima sa slujbă la Disney a fost cea de căpitan al atracției Croaziera Junglei din Disneylandul din Anaheim.